# Chiefs de Sainte-Thérèse
Die Chiefs de Sainte-Thérèse (englisch Sainte-Thérèse Chiefs) waren eine kanadische Eishockeymannschaft aus Sainte-Thérèse, Québec. Das Team spielte in der Saison 1997/98 in der Québec Semi-Pro Hockey League.

## Geschichte
Das Franchise der Gladiateurs de ville des Laurentides aus der Québec Semi-Pro Hockey League wurde 1997 nach Sainte-Thérèse umgesiedelt und in Chiefs de Sainte-Thérèse umbenannt. In ihrer einzigen Spielzeit schlossen die Chiefs mit einer deutlich negativen Bilanz von 14 Siegen in 38 Spielen ab und erreichten 34 Punkte. Die Coupe Futura, den Meistertitel der LNAH, konnten sie nie gewinnen. Im Anschluss an die Saison 1997/98 wurde das Franchise nach Laval umgesiedelt und war fortan unter dem Namen Chiefs de Laval in der Liga aktiv.

## Team-Rekorde

### Karriererekorde
Spiele: 36  Éric Lachapelle
Tore: 21  Gerry Gomez
Assists: 50  Marco Lemay
Punkte: 70  Marco Lemay
Strafminuten: 310  Steve Searles